# Gamma Ray (band)
Gamma Ray is een Duitse powermetalband, opgericht in 1989 door Kai Hansen, voormalig gitarist/zanger/componist van Helloween.

## Biografie
In 1988 verliet Kai Hansen de band Helloween wegens conflicten binnen de band en met de platenmaatschappij. Hij deed eerst wat studiowerk met de eveneens Duitse band Blind Guardian. Hierna richtte hij zich samen met Ralf Scheepers van de band Tyran Pace op een tweemansproject. Met de toevoeging van Uwe Wessel (basgitaar) en Mathias Burchard (drums) groeide het project uit tot Gamma Ray. Het geluid van de band leek veel op dat van Helloween, niet zo vreemd in aanmerking nemend dat Kai Hansen daar een van de belangrijke componisten was.
In februari 1990 werd het album Heading for Tomorrow uitgebracht, later in het jaar gevolgd door de Heaven can wait EP. Op deze ep was de band uitgebreid met de gitarist Dirk Schlächter en Uli Kusch was de nieuwe drummer. In 1991 kwam het tweede volwaardige album, Sigh no more, en in oktober startte de band een wereldtournee met 50 optredens. Op het derde album, uitgebracht in 1993, werden de bassist en drummer vervangen door respectievelijk Jan Rubach en Thomas Nack.
In september van datzelfde jaar toerde Gamma Ray met enkele andere bands onder de naam Melodic Metal Strikes Back. Dit resulteerde in een dubbelalbum en video-uitgave in december. Hierna onderging de band weer een verandering in de bezetting. Zanger Ralf Scheepers woonde op grote afstand van de andere leden en zodoende kon er alleen in weekend gerepeteerd worden. Daarbij kwam dat Scheepers auditie had gedaan bij Judas Priest. In goed overleg met Hansen verliet Scheepers de band en Hansen nam de zang over.
Het vierde album, en het eerste met Hansen als zanger, werd zeer goed ontvangen. De daaropvolgende tour werd vastgelegd op een live-album. Kort hierna, in 1996, besloten Hansen en Schlächter dat Jan Rubach en Thomas Nack de band moesten verlaten. Dan Zimmerman werd aangetrokken als nieuwe drummer terwijl Schlächter zijn gitaar verwisselde voor de bas. Voor de positie van tweede gitarist werd Henjo Richter aangetrokken. De twee opvolgende albums hadden de ruimte als onderwerp en vooral de laatste werd goed ontvangen bij fans en critici.
Toen de tijd kwam voor een "Best of..." album, doken de leden de studio in om oude nummers opnieuw op te nemen. Vervolgens namen ze album op in de stijl van Iron Maiden en Judas Priest om daarna een jaar vrijaf te nemen. Na de rustperiode kwam Gamma Ray met het album No world order, met veel muziek die gebaseerd was op de jaren 80 muziek. Na de bijbehorende tour volgde een speciale tournee waarbij fans via de website van de band de nummers konden bepalen. Hiervan verscheen ook een livealbum.
Het album Land Of The Free II werd uitgebracht op 19 november 2007. Gevolgd door het album To The Metal in 2010. Dit album is opgenomen in Kais eigen studio te Hamburg. In 2011 kwam de EP Skeletons and Majesties uit met daarop nieuw opgenomen nummers (Skeletons) en akoestische versies van nummers (Majesties).
In 2012 werd drummer Daniel Zimmerman vervangen door Michael Ehré. In april 2013 hintte Kai Hansen op een nieuw album, dat meer richting thrashmetal zou gaan. Ondanks het afbranden van de studio werd het album in maart 2014 uitgebracht.

## Trivia
De Amerikaanse band Queens Of The Stone Age heeft korte tijd ook de naam Gamma Ray gevoerd en zelfs enige nummers opgenomen onder die naam. De naam werd gewijzigd toen ze erachter kwamen dat er al een band was met die naam.

## Bezetting
- Frank Beck - zang (sinds october 2015)
- Kai Hansen - zang, gitaar
- Henjo Richter - gitaar
- Dirk Schlächter - bas
- Michael Ehre -drums

### Voormalige leden
- Uwe Wessel - bas
- Ralf Scheepers - zang
- Jan Rubach - bas
- Mathias Burchard - drums
- Uli Kusch - drums
- Thomas Nack - drums
- Dan Zimmermann - drums

## Discografie
- Heading for Tomorrow (1990)
  - Heaven Can Wait EP (1990)
- Sigh no more (1991)
- Insanity and Genius (1993)
- Land of the Free (1995)
  - Silent Miracles EP (1996)
- Alive '95 (1996)
- Somewhere Out In Space (1997)
  - Valley of the Kings EP (1997)
- Powerplant (1999)
- Blast from the Past (2000)
- No World Order (2001)
- Skeletons in the Closet (2003)
- Majestic (2005)
- Land of the Free II (2007)
- To The Metal (2010)
- Skeletons and Majesties EP (2011)
- Empire of the Undead (2014)